# Alt (głos)

Zakres altu na klawiaturze fortepianu

Alt – termin muzyczny (łac. altus ‘wysoki, wzniosły, przenikliwy (głos); głęboki’), który ma kilka znaczeń:
- w muzyce chóralnej nazwa partii wokalnej niższa od sopranu (w kolejności od najwyższych partii sopran, alt, tenor, bas);
- śpiewaczka/śpiewak o głosie altowym;
- rodzaj głosu ludzkiego, niższy od sopranu i mezzosopranu. Zwykle w śpiewie solowym obejmuje skalę od e (nieraz f) do e2[2]. Cechuje się mniejszą rozpiętością niż kontralt. Dawniej oznaczał wysoki głos męski (altus = wysoki), w tym kastratów, wyższy od tenora (to znaczenie powraca w historycznym wykonawstwie muzyki dawnej). Obecnie oznacza niski głos kobiecy lub dziecięcy o podobnej skali.